# Dipturus teevani
Dipturus teevani (лат.) — вид хрящевых рыб семейства ромбовых скатов отряда скатообразных. Обитают в тропических водах центрально-западной части Атлантического океана. Встречаются на глубине до 732 м. Их крупные, уплощённые грудные плавники образуют диск в виде ромба со удлинённым и заострённым рылом. Максимальная зарегистрированная длина 84 см. Откладывают яйца. Не являются объектом целевого промысла.

## Таксономия
Впервые вид был научно описан в 1951 году как Raja teevani. Вид назван в честь Ти Вана, оказавшего помощь в подготовке монографии «Fishes of the Western North Atlantic».

## Ареал
Эти донные скаты обитают в центрально-западной части Атлантического залива от Северной Каролины до Флорида Кис, в Мексиканском заливе у берегов Малых Антильских островов, Колумбии, Суринама и северной Бразилии. Встречаются в верхней части материкового склона на глубине от 311 до 732 м.

## Описание
Широкие и плоские грудные плавники этих скатов образуют ромбический диск с округлым рылом и закруглёнными краями. На вентральной стороне диска расположены 5 жаберных щелей, ноздри и рот. На длинном хвосте имеются латеральные складки. У этих скатов 2 редуцированных спинных плавника и редуцированный хвостовой плавник. Дорсальная поверхность диска бледно-коричневого цвета, спинные и хвостовой плавники чёрные. Вентральная поверхность кремовая. Область чувствительных пор на рыле тёмная. Срединный ряд колючек отсутствует. Вдоль хвоста тянется ряд шипов. Максимальная зарегистрированная длина 84 см.

## Биология
Подобно прочим ромбовым эти скаты откладывают яйца, заключённые в жёсткую роговую капсулу с выступами на концах. Эмбрионы питаются исключительно желтком. Самцы достигают половой зрелости при длине около 63 см.

## Взаимодействие с человеком
Эти скаты не являются объектом целевого промысла. Потенциально могут попадаться в качестве прилова. Для оценки Международным союзом охраны природы охранного статуса вида данных недостаточно.